# Таскин (Падова)
Таскин је насеље у Италији у округу Падова, региону Венето.
Према процени из 2011. у насељу је живело 10 становника. Насеље се налази на надморској висини од 8 м.